# 小林孝延
小林 孝延（こばやし たかのぶ、1967年〈昭和42年〉2月18日 - ）は、日本の編集者、著述家、実業家。福井県出身。月刊誌『Outdoor』『天然生活』『ESSE』などの編集長を歴任し、2024年に独立。現在は株式会社イン-ヤン代表取締役を務め、編集技術を軸に多彩なコンテンツ制作やプロデュースを行っている。

## 経歴
福井県に生まれる。出版社に勤務し、『Outdoor』（山と渓谷社）、創刊編集長を務めた『天然生活』（地球丸）、生活情報誌『ESSE』（扶桑社）などで編集長を歴任。扶桑社執行役員を経て、2024年に独立。
2023年、Instagram投稿をもとにした書籍『妻が余命宣告されたとき、僕は保護犬を飼うことにした』（風鳴舎）を刊行。妻の闘病と保護犬との暮らしを綴った記録は話題を呼び、エッセイとしても評価された。

### 株式会社イン-ヤン
2024年に自身の編集事務所「株式会社イン-ヤン（英語表記：yin＋yang）」を設立。社名は、自身が保護した子猫「イン」と「ヤン」に由来し、陰と陽、プラスとマイナス、裏と表といった多様な側面を肯定的に捉える編集的思想を象徴している。
同社は「編集の力でまいにちがわくわくする“こと”をつくる」ことを理念とし、以下の分野で活動している：
- 編集・執筆・出版プロデュース
- コンテンツ制作／商品開発
- ブランドやメディアの編集コンサルティング
- イベント企画／講演

## 主な著作
- 『妻が余命宣告されたとき、僕は保護犬を飼うことにした』（風鳴舎、2023年）[5]

## 編集・プロデュース作品（抜粋）
- 『ハニオ日記』（石田ゆり子著、扶桑社）
- 『おしゃべりな人見知り』（2021年 料理レシピ本大賞エッセイ賞）[6]
- 『とりあえずウミガメのスープをつくろう』（2019年 同賞）[7]

## 連載
- 「とーさんの保護犬日記」（朝日新聞 SIPPO）
- 「犬と猫と僕（人間）の徒然なる日常」（福井新聞 fu）
- 「真夜中のパリから、夜明け前の東京へ」（集英社 よみタイ）[8]

## メディア出演・講演歴（抜粋）

### テレビ
- 『ノンストップ！』（フジテレビ）
- 『坂上どうぶつ王国』（フジテレビ）
- 『いぬじかん』（BS TBS）
- 『いぬねこワイドショー』（BS朝日）

### ラジオ
- 『ORIENT STAR TIME AND TIDE』（J-WAVE）[9]
- 『Nラジ』（NHKラジオ）
- 『GOOD NEIGHBORS』（J-WAVE）[10]

### 講演
- 福井県立大学
- 京都精華大学
- 社会構想大学院大学
- NHKカルチャー、自治体主催のワークショップ等